# Space (Prince)
Space è il secondo ed ultimo singolo estratto dal quindicesimo album del cantautore Prince Come.
È stato pubblicato come maxi singolo unicamente negli Stati Uniti ed in Giappone, mentre in Germania è stato pubblicato come disco promozionale
Ha raggiunto la 71ª posizione nella US Bilboard Hot R&B Single Chart.

## Tracce
1. Space – 4:28